# The Nilgiris

The Nilgiris geografiska läge.

The Nilgiris är ett distrikt i den indiska delstaten Tamil Nadu. Huvudort är Udhagamandalam.